# Mesocnemis tisi
Mesocnemis tisi är en trollsländeart som beskrevs av Lempert 1992. Mesocnemis tisi ingår i släktet Mesocnemis och familjen flodflicksländor. IUCN kategoriserar arten globalt som starkt hotad. Inga underarter finns listade i Catalogue of Life.